# Peperomia rechingeriae
Peperomia rechingeriae är en pepparväxtart som beskrevs av C. Dc.. Peperomia rechingeriae ingår i släktet peperomior, och familjen pepparväxter. Inga underarter finns listade i Catalogue of Life.